# 피터 로노
피터 키프춤바 로노(Peter Kipchumba Rono, 1967년 7월 31일 ~ )는 케냐의 전 육상 선수로 1988년 서울 올림픽 1500m 금메달리스트이다.
카프사비트의 카모보 마을에서 태어나 1985년 나이로비에서 열린 아프리카 크로스컨트리 선수권을 우승하고 1986년 아테네에서 열린 세계 주니어 선수권 대회에서 1500m 은메달을 땄다. 1987년 세계 육상 선수권 대회에서 1500m 준결승전 밖에 도달하지 못하였다.
서울 올림픽에서 주요 우승 후보들로 보이던 영국의 피터 엘리엇과 스티브 크램을 가까운 차이로 꺾을 수 있던 로노는 21세의 나이로 최연소 1500m 올림픽 챔피언이었다.
다시는 주요 경주를 우승하지 않은 로노는 미국 메릴랜드주에 있는 마운트 세인트 메리 대학교에서 학사과 석사를 취득하였다.
현재 뉴저지주에 살면서 운동화 제조사 뉴밸런스의 세일과 마케팅 부에 고용되어 있다.